# Битка при Лахна
Битката при Лахна (на гръцки: Μάχη του Λαχανά) е битка между български и гръцки войски, част от по-мащабната гръцка офанзива северно от Солун в началото на Междусъюзническата война. В резултат от тридневни боеве между 19 и 21 юни 1913 г. българите (части от 2-ра армия) са разбити и отблъснати към Сяр.

## Прелюдия
На позиция южно от Караджакьой, на кота 480 стои първа бригада от Десета дивизия на българската армия в състав 16-и и 25-и пехотен полк и три батареи. Позицията на българските части е с дължина седем километра. На 19 юни гръцките части идват откъм Гвоздово и започват да се разгръщат в боен ред. Поради пресечената местност разгръщането става бавно, но след обяд започват артилерийски обстрел, последван от атака, която е отблъсната. След разузнаване командира на българската бригада заповядва да се изнесат вечерта към гребена на Карадаг, където се намира село Лахна.

## Битка
На 20 юни гърците преминават в настъпление още преди българските части да са се дислоциирали на новите си позиции. В подкрепа на българската бригада е изпратен полк от Драмската бригада, един полк от 11-а дивизия и една дружина от мохамедани към Негован. Дружината от мохамедани трябва да попълни състава на 16 и 25-и пехотен полк, но пристига, когато полковете вече са влезли в бой. Битката продължава до вечерта подкрепена с артилерийски огън, но гърците са удържани. На следващия ден 21 юни гръцките части продължават атаката си като насочват главния си удар по десния български фланг. Десният фланг удържа нападението, а частите от левия фланг тръгват в контраатака благодарение на пристигналите 7-и допълващ полк и две дружини от драмската бригада. Силната гръцка бомбардировка обаче нанася големи загуби на българите, които към 4 следобяд започват без заповед да напускат позициите си. При отстъпването пристига 69-и пехотен полк и две дружини от 70-и пехотен полк, които обаче не успяват да се разгънат поради настъпилия хаос от отстъплението, който скоро се превръща в паническо бягство. Българските части се струпват при моста на село Орляк над Струма в безредното си бягство. За да прикриват отстъплението им остават двете дружини от 70-и полк, които се оттеглят чак на 22 юни сутринта след като всички са го преминали.